# ニコライ・クズネツォフ
ニコライ・ゲラシモヴィチ・クズネツォフ（ロシア語: Никола́й Гера́симович Кузнецо́в、ラテン文字表記の例：Nikolay Gerasimovich Kuznetsov、1904年7月24日 - 1974年12月6日）は、ソビエト連邦の政治家、海軍軍人。第二次世界大戦時の海軍人民委員及び海軍大臣。ソ連邦海軍元帥（1988年）。ソ連邦英雄。スターリンの時代に第2代海軍大臣を務めた。

## 生涯

### 出自と軍歴
1904年7月24日にヴォログダ県コトラス地区のメドヴェートキ（Медведки）村の農家に誕生した。1919年にソビエト連邦軍海軍北ドヴィナ小艦隊に入隊したが、あと2年経たなければ本来の彼の歳では入隊できないはずであった。軍務記録には1902年生まれと記載されている。1920年からはペトログラードで勤務した。1924年に海軍軍人としてウラジーミル・レーニンの葬儀に参列した。1925年にはボリシェヴィキに入党している。
1926年にフルンゼ高等海軍学校を卒業し、クズネツォフは巡洋艦「チェルヴォナ・ウクライナ」に搭乗し、初めは当直士官、後に大尉に昇進した。1932年、彼はレニングラードのヴォロシーロフ名称海軍アカデミー作戦部門（Operations Department）において、作戦及び戦術の研究を修了した。卒業後は参謀部勤務・艦船の指揮官かの2つの選択肢を示された。
クズネツォフは、実戦を経験できるかもしれない機会を逃すのは賢明でないと考え、巡洋艦であるクラスヌイ・カフカースの副長に任命された。そして、わずか1年で昇進した。1934年に再び「チェルヴォナ・ウクライナ」に戻ったが今度は艦長としてであった。クズネツォフは規律を引き締めることで船を海軍の模範とし、若い艦長は有名になった。
1936年9月5日から1937年8月15日までドン・ニコラスの偽名で、海軍駐在武官及び海軍主席顧問としてスペイン共和国に派遣され、このスペイン勤務の間に、彼はファシズムに対する嫌悪を抱いた。
1937年8月に帰国し、太平洋艦隊副司令官に任命された。1938年1月10日に彼は2等旗艦司令官（准将に相当） に昇進し、太平洋艦隊司令官に任ぜられた。この地位にある時に、彼はスターリンの赤軍大粛清に直面した。クズネツォフ自身は決して巻き込まれなかったが、彼の指揮下の多くの将校が粛清された。クズネツォフは至る所でこの粛清に抵抗し、彼の介入で多くのソビエト将校の命が助けられた。
1939年4月28日、34歳で海軍人民委員（海軍大臣）に任命され、その地位は第二次世界大戦を通して保持し続けられた。

### 第二次世界大戦
クズネツォフは戦争開始の時間帯に重要な役割を果たした。開戦劈頭において彼が命令無視を決意した事でソビエト海軍は破滅を免れたのである。1941年6月21日までに、クズネツォフはナチス・ドイツとの戦争の必然性を確信していた。セミョーン・チモシェンコとゲオルギー・ジューコフは、ソ連の指揮官が「ドイツの挑発」に応じるのを禁止する命令を発していたが、海軍は陸軍とは異なる省（人民委員部）であったため、クズネツォフは法的には彼らの直接の指揮命令系統の外にあった。彼はこの事実を利用し、大胆に行動した。
6月22日の夜明け、クズネツォフは全ソビエト艦隊に戦闘準備を命じた。同日朝の4時45分、ドイツ国防軍はバルバロッサ作戦を開始した。ソビエト海軍は、ドイツ軍の当初の進撃に対して戦闘準備ができていた唯一の軍種であり、その攻撃に対して激しく抵抗し、一隻の船、一機の飛行機も失うことはなかった。
続く2年間、クズネツォフの主要な関心事は、ドイツの侵攻に対するカフカースの防衛にあった。戦争を通じ黒海は、ソ連海軍の作戦における最大の舞台であった。戦時中、クズネツォフはソ連の上陸戦法に磨きをかけた。1944年2月、彼は海軍元帥（初めは陸軍の4つ星の将官と同格として新設）の階級が与えられた。同年クズネツォフはソ連邦英雄の称号を与えられた。1945年5月31日より、彼の階級は陸軍のソ連邦元帥の階級と同格となり、同種の記章が与えられた。

### 最初の失脚
1946年2月25日、海軍人民委員部は廃止され、軍事人民委員部に編入された。クズネツォフは1946年から1947年まで軍事次官および海軍総司令官を務めた。戦後、クズネツォフは海軍のさらなる発展計画をめぐってスターリンと大きく意見を違えるようになった。まず1945年にスターリンがクズネツォフの指導の下で開発された造船10カ年計画を拒否したという事に端を発し、さらにクズネツォフは戦後の艦隊開発の問題に関するスターリンの多くの見解に同意しなかった。1946年にはバルト艦隊の南北分割（後の第4艦隊と第8艦隊）に反対した。1947年1月、彼は総司令官の地位から解任され、2月に海軍教育機関局長に左遷された。
1948年1月12日、クズネツォフはほかの提督たち(レフ・ハラー、ウラジミール・アラフゾフ、ゲオルギー・ステパノフ)とともに、レオニード・ゴヴォロフ元帥を議長とする国防省名誉法廷に出廷した。クズネツォフは1942年から1944年にかけて、ソ連政府の許可なしに、多数の機密を英米に引き渡したと告発された。1月15日、名誉法廷は彼らを有罪とし、ソビエト連邦最高裁判所軍事法廷で裁判にかけるよう閣僚会議に要請することを決定した。
1948年2月2日から3日にかけて、最高裁軍事法廷は、クズネツォフを有罪とし、閣僚会議に対し少将に降格するよう要請するが、過去の功績を考慮し刑事罰を適用しないことを決定した。
1948年6月から、クズネツォフは極東軍司令部海軍副司令官となった。
1950年2月からは第5艦隊司令官を務めた。
1951年1月、クズネツォフは海軍中将に昇進した。
1951年7月20日、スターリンはクズネツォフをソビエト連邦海軍大臣(1953年3月15日まで)に復帰させるとともに再び彼を海軍の司令官に任命したが階級は中将のままで、元の階級に戻されたのは1953年のスターリンの死後であった。同年、ソ連国防第一次官にも任命されている。1955年クズネツォフは海軍総司令官となった。彼の階級はソ連邦海軍元帥と改名され、元帥星を授与された。

### 2度目の失脚と退役
クズネツォフの新たな名声は、ジューコフ元帥との直接衝突をもたらした。戦時中もジューコフと衝突していたが、1955年12月8日、イタリアから戦時賠償として獲得していた戦艦「ノヴォロシースク（旧コンテ・ディ・カブール級「ジュリオ・チェザーレ」）」の損失を口実に、ジューコフは彼をその職務から外した。1956年2月クズネツォフは再び中将の階級に降格させられ、退役し、「海軍と関係のある、ありとあらゆる仕事」を明確に禁じられた。
退役後に彼は、多数の試論や記事、さらに長い文章を執筆し、発表した。その中には、大祖国戦争を取り扱った回想録や公式伝記『勝利への道』があった。その回想録は、他の多くの著名な指導者たちのものとは異なり、彼自身によって書かれた。
クズネツォフはまた、戦争、スターリンの圧政、そして海軍に関するいくつかの本を著述し、それらは彼の死後に出版された。その中で、彼は軍隊の国内問題に対する党の干渉に非常に批判的であり、そして「国家は法により統治されねばならない」と強調した。

### 名誉回復

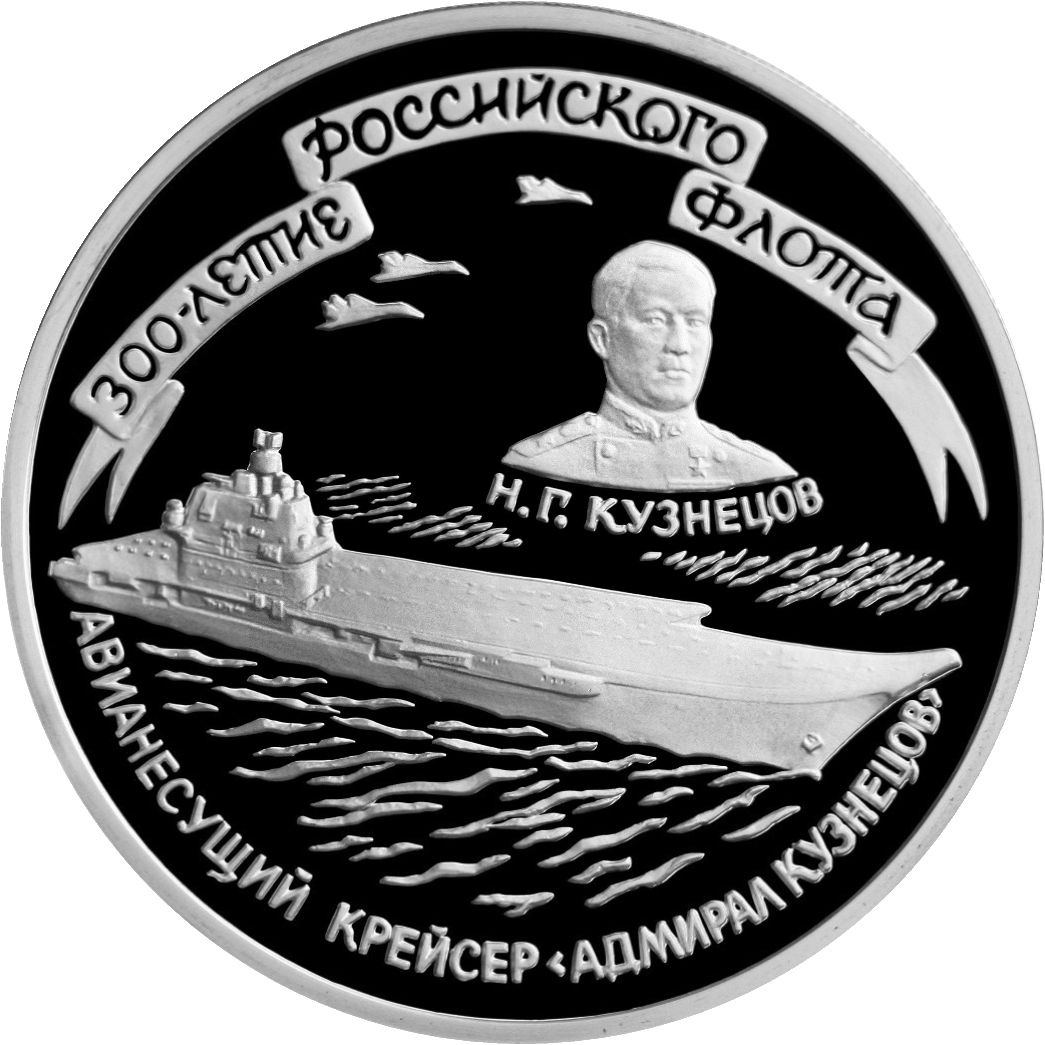
クズネツォフを記念するメダル

1957年のジューコフ、および1964年のフルシチョフの引退後、退役軍人会はクズネツォフの階級を、その全ての恩給利益とともに回復させ、そして彼を国防省監察総監の一人にしようとする運動を起こした。これらの要求は常に、特に彼の後任ゴルシコフ提督によって無視され続けた。これは彼の死後、1988年7月26日にソ連最高会議幹部会がクズネツォフを元の階級であるソ連邦海軍元帥に復帰させるまで実現しなかった。クズネツォフは現在、ソビエト史及びソ連海軍史における最も有名な人物の一人として認められている。

## 著書
- «Накануне» - （「前夜」、1966年）
- «На далеком меридиане» - （「遠くの子午線にて」、1966年）
- «На флотах боевая тревога» - （「艦隊での戦闘警報」、1971年）
- «Курсом к победе» - （「勝利への道」、1976年）
- «Крутые повороты» - （「大転回」、1993年）

## 顕彰
レーニン勲章4個、赤旗勲章3個、一等ウシャコフ勲章2個、赤星勲章を受章。
空母アドミラル・クズネツォフに彼の名前が付けられた。

## 引用
- 「私の人生はすべてソ連海軍であった。若いころに決心して、一度も後悔したことはない」